# Friedrich-Wilhelm von Hase
Friedrich-Wilhelm von Hase (* 26. Juni 1937 in Landsberg (Warthe)) ist ein deutscher Klassischer Archäologe.

## Leben
Friedrich-Wilhelm von Hase ist der Sohn des Generalleutnants Paul von Hase, der wegen seiner Beteiligung am Attentat vom 20. Juli 1944 hingerichtet wurde. Daraufhin wurde Friedrich-Wilhelm von Hase als Siebenjähriger im Juli 1944 in das Kinderheim im Borntal in Bad Sachsa verschleppt und in Sippenhaft genommen. Er studierte nach dem Abitur am Internat Solling Klassische Archäologie, Vor- und Frühgeschichte, Ethnologie und Alte Geschichte an der Universität Göttingen und der Universität La Sapienza in Rom. 1966 wurde er dort mit der Dissertation „Trensen in Gräbern der frühen Eisenzeit Mittel- und Oberitaliens“ promoviert. 1971 bis 1976 war er Forschungsstipendiat der DFG an der Abteilung Rom des Deutschen Archäologischen Instituts. Von 1976 bis 1979 war er als wissenschaftlicher Mitarbeiter am Archäologischen Institut der Universität Gießen tätig, von 1979 bis 1983 am Reiß-Museum in Mannheim, von 1983 bis zum Eintritt in den Ruhestand im Jahre 2002 als Oberkonservator und Leiter der Öffentlichkeitsarbeit am Römisch-Germanischen Zentralmuseum in Mainz. 1994 wurde er zum Honorarprofessor an der Universität Wien ernannt, wo er seit Jahren Vorlesungen und Übungen am Archäologischen Institut abgehalten hatte. Nach seinem Eintritt in den Ruhestand arbeitete er als Verfasser von Katalogbeiträgen und Übersetzer an Ausstellungen mit, die sich mit dem antiken Italien beschäftigten, u. a. in den Reiss-Engelhorn-Museen in Mannheim, im Landesmuseum für Vorgeschichte in Halle, im Badischen Landesmuseum in Karlsruhe (Antikenabteilung), im Antikenmuseum Basel und in der Sammlung Ludwig in Basel sowie in der Kunsthalle der Hypo-Kultur Stiftung in München.
1983 hielt er auf Einladung des American Institute of Archaeology Vortrage über seine Forschungen an der Brown University in Providence Rhode Island, ferner an den Universitäten Stanford, Santa Barbara und Eugene (Oregon). 2003 folgte er einer Vortragseinladung an die Universität Princeton durch W. Childs sowie an die Brown University in Providence Rhode Island durch M. Sharp Jankowsky.
Im Sommersemester 1991 hielt er am Lehrstuhl für Vor- und Frühgeschichte der Universität Regensburg eine Vorlesung über „Ausgewählte Probleme der etruskischen und altitalischen Archäologie“. Im Sommersemester 1996 und im Wintersemester 1996/97 hatte er einen Lehrauftrag am Institut für Vor- und Frühgeschichte der Universität Würzburg. Vortragseinladungen führten ihn auch nach Paris an die École Normale Supérieure sowie die Sorbonne. An Grabungen nahm er in Deutschland, Italien und Zypern teil. Seit 1996 nahm von Hase als sogenannter „Civil Expert“ der deutschen EU-Delegation in Brüssel an den Sitzungen der Kommission für das MEDA-Projekt teil. Als Vertreter des Römisch-Germanischen Zentralmuseums gehörte er zu den Unterzeichnern der „Dichiarazione di Roma“ am 15. April 2002 in Rom, die im Sinne einer Beförderung des Europäischen Gedankens eine engere Verbindung und unbürokratische Zusammenarbeit ausgewählter italienischer und deutscher Museen anstrebt.
Von Hase ist korrespondierendes Mitglied des Deutschen Archäologischen Instituts (1987) und des Österreichischen Archäologischen Instituts (1998) sowie des Istituto di Studi Etruschi (Florenz).
Sein wissenschaftlicher Forschungsschwerpunkt liegt auf dem Gebiet der italischen Vor- und Frühgeschichte, der mitteleuropäischen Hallstattzeit und der Etruskologie.

## Veröffentlichungen
- Die Trensen der Früheisenzeit in Italien. C.H. Beck, München 1969.
- Hitlers Rache. Das Stauffenberg-Attentat und seine Folgen für die Familien der Verschwörer. SCM Hänssler, Holzgerlingen 2014, ISBN 978-3-7751-5537-3.
- (als Herausgeber) Die Kunst der Griechen mit der Seele suchend. Winckelmann in seiner Zeit. Philipp von Zabern, Darmstadt 2017, ISBN 978-3-8053-5095-2.